# Capistrano, Kalabrien
Capistrano är en ort och kommun i provinsen Vibo Valentia i regionen Kalabrien i Italien. Kommunen hade 1 019 invånare (2017).